# Jan Vít (voják)
Jan Vít (20. června 1897 Dluhonice – 1. června 1943 Berlín- Plötzensee) byl československý legionář, štábní kapitán československé armády, podplukovník československé armády in memoriam, za Protektorátu Čechy a Morava člen protiněmecké ilegální vojenské odbojové organizace Obrana národa, popravený nacisty.

## Život
Jeho otec byl řídící učitel v Dluhonicích. Absolvoval přerovské gymnázium a zemedělskou školu. Během 1. světové války byl povolán do rakousko-uherské armády a vyslán na ruskou frontu. Dne 20. srpna 1916 byl zajat. Vstoupil do československých legií v Rusku a byl převelen k 21 střeleckého pluku československých legií ve Francii. Za první republiky se zúčastnil vojenského střetnutí Československa a Polska o Těšínsko v roce 1919, tzv. sedmidenní války. Působil ve vojenských posádkách ve Znojmě a v Žilině. Byl jmenován do hodnosti štábního kapitána. Ke dni 15. září 1931 byl převelen k 47. pěšímu pluku v Mladé Boleslavi.
Po německé okupaci Čech, Moravy a Slezska se stal členem okresního velitelství Obrany národa v Mladé Boleslavi (byl zpravodajským důstojníkem a styčným důstojníkem s krajským velitelstvím). Dne 6. února 1940 byl zatčen a dne 5. března 1943 byl odsouzen k trestu smrti. Dne 1. června 1943 byl v Berlíně, Plötzensee popraven gilotinou.